# مريم أبو الوفاء
مريم أبو الوفاء (مواليد 1988 بالدار البيضاء)، مصممة داخلية وموسيقية وكاتبة أغاني ومغنية مغربية. تغني بالعربية والإنجليزية والفرنسية بصوت فريد وموسيقى مستوحاة من الفولكلور والإلكترونيات، ممزوجة بأصوات شرقية.

## سيرة ذاتية
ولدت عام 1988 في الدار البيضاء لعائلة محبة للموسيقى.
التحقت بالمعهد الموسيقي ثم بمدرسة الفنون الجميلة في الدار البيضاء. ثم عملت كمصممة داخلية ومصممة. كما أنها تمتهن التدريس. في عام 2013، أطلقت وكالة للتصميم الداخلي، تسمى Introspectus. وتواصل أيضًا تأليف الأغاني والموسيقى وتقديم العروض خصوصا في عام 2017 في MadJazz في مراكش وفي مهرجان جازابلانكا، وكذلك امام الجمهورين الإندونيسي والإيطالي. كان أدائها لمقطوعة للمغنية الجزائرية فاضلة الدزيرية، يا قلبي، سببا في إثناع مانو بارون، رئيس شركة أنيمال 63 الفرنسية، بعرض عقد عمل لإنتاجها.
بعد تلقيها النصح من فرقة Para One وكيرين آن، أصدرت في عام 2019 أغنية منفردة تحت هذا التصنيف، مع فيديو موسيقي، بعنوان Breath of Roma (نفس روما). كان صوتها ملحوظا وكذلك المقطع. يبدأ الفيديو بشقيقين يلعبان في غابة، في عمق الجبال، مع ذئب. ثم يظهر الشيء نفسه في النصف الثاني من المقطع، في نفس المساحات المفتوحة المترامية الأطراف، إلى أن رحل أحدهما. تعزز المشاهد الخريفية نبرة الأغنية وتشهد على خيال مؤثر. غنت في ’غونكوتخ ترانس ميزيكال’ في مدينة رين في نفس العام. أصدرت بعد الأغنية ألبوما وأغاني أخرى.